# 庞利
庞利（1975年1月6日—），是一名已退役的中国足球运动员，司职前锋。

## 球员生涯
庞利身材高大，曾经入选中国U-17国少队，因在亚少赛预选赛对日本队梅开二度、对韩国队上演帽子戏法而名声大振，不过之后逐渐失去优势。
上海申花数年内曾经连续引进庞利、曲圣卿、张玉宁三位辽足前锋，但其中庞利两年内只攻入了一球，于2002年初球队重组时被挂牌。
2002年，庞利加盟甲B联赛厦门红狮。
2003年4月28日，厦门红狮宣布庞利因27日深夜被球迷电话举报“正在娱乐场所寻欢作乐”而被开除。不过之后庞利通过媒体向球迷和俱乐部致歉，厦门红狮也暂缓除名，允许二人留队训练，6月20日正式解除了对庞利的处罚，重新报名参加联赛。
2004年，庞利代表乙级队云南丽江东巴足球俱乐部冲甲失败后即宣告退役，当时尚未满28岁。

## 教练生涯
退役后，庞利担任杨玉敏足球学校和辽宁足球队梯队的教练。
2010年庞利出任中甲南京有有的助理教练。
2012年7月，庞利成为中甲呼和浩特东进的助理教练。
2013年9月，庞利成为中超球队广州恒大预备队的助理教练。